# Microdontinae
Microdontinae är en av tre underfamiljer med blomflugor inom familjen Syrphidae. Gruppen omfattar ungefär 400 arter som delar viss karaktäristik som skiljer dem från övrig blomflugor. Bland annat är de myrmekofila, vilket innebär att de under en del av sitt liv lever i myrsamhällen. Deras larver lever av myror och vissa arter uppvisar aldrig den för familjen typiska adulta beteendet då de besöker blommor, utan stannar i närheten av de myrsamhälle där deras larver lever.

## Släkten
- Afromicrodon Thompson, 2008[1]
- Archimicrodon Hull, 1945[1]
- Aristosyrphus Curran, 1941[1]
- Bardistopus Mann, 1920[1]
- Carreramyia Doesburg, 1966[1]
- Ceratophya Wiedemann, 1824[1]
- Ceriomicrodon Hull, 1937[1][2]
- Cervicorniphora Hull, 1945[1]
- Chrysidimyia Hull, 1937[1][3]
- Chymophila Macquart, 1834[1]
- Furcantenna Cheng, 2008[1]
- Hovamicrodon Keiser, 1971[1]
- Indascia Keiser, 1958[1]
- Kryptopyga Hull, 1944[1]
- Masarygus Bréthes, 1909[1]
- Megodon Keiser, 1971[1]
- Microdon Meigen, 1803[1]
- Mixogaster Macquart, 1842[1]
- Myiacerapis Hull, 1949[1]
- Nothomicrodon Wheeler, 1924[1]
- Oligeriops Hull, 1937[1][2]
- Omegasyrphus Giglio-Tos, 1891[1]
- Paragodon Thompson, 1969[1][4].

- Paramicrodon de Meijere, 1913[1]
- Paramixogaster Brunetti, 1923[1]
- Parocyptamus Shiraki, 1930[1]
- Pseudomicrodon Hull, 1937[1][2]
- Ptilobactrum Bezzi, 1915[1]
- Rhoga Walker, 1857[1]
- Rhopalosyrphus Giglio-Tos, 1891[1]
- Schizoceratomyia Carrera, Lopes & Lane, 1947[1]
- Spheginobaccha Meijere, 1908[1]
- Surimyia Reemer, 2008[1][5]
- Syrphipogon Hull, 1937[1][3]
- Ubristes Walker, 1852[1]